# 計算の神様
『計算の神様』（けいさんのかみさま）は、2023年12月25日20時から21時30分にIBC岩手放送が同局の開局70周年記念特別番組として企画・放送されたラジオドラマである。

## 概要
IBCラジオは、1953年の同日に「ラジオ岩手」として開局し、その満70周年記念日、かつクリスマス当日に、岩手県奥州市にある「国立天文台水沢VLBI観測所（旧・臨時緯度観測所）」を舞台にしたラジオドラマを企画した。
この臨時緯度観測所は1899年に創設され、初代所長兼技師の木村栄がこの場所で「Z項の発見」で話題となった。さらに1923年には女性職員を採用するようになり、当時の水沢市の女学校や、尋常高等小学校を卒業した子供らが、働きながらスキルを身に着けて、計算係として世界的な研究をバックアップした。このラジオドラマではその「計算係」の少女を通して、時空を超えた出会いを通した天体ロマンを、実在した人物をモデルにしたフィクションとして描かれた。
なお、放送を聴取できなかった地域・聴取者のために、2023年12月27日正午より2024年3月31日まで、ドラマパート部分（本編65分）をアーカイブで配信している。

## 出演者
- 水井初音（2023年の時代の研究者）：貫地谷しほり
- 飯坂タミ子（計算の神様）：土村芳[1]
- 池田徹郎（3代目所長）：相島一之
- 又三郎：田中誠人
- 教授：谷仲恵輔
- 係の女性：田中千佳子
- タクシーの運転手：山下直哉
- オノマトペ：奥州市の子供たち

1. ↑  盛岡市出身。実姉の土村萌は元IBCアナウンサーだった

## スタッフ・協賛スポンサー
- 脚本・演出：詩森ろば
- 歴史監修：馬場幸栄
- 天文学監修：田崎文得
- 制作協力：
  - 国立天文台水沢 VLBI 観測所
  - 奥州宇宙遊学館
  - 胆沢文化創造センター
- 制作著作：IBC岩手放送
- 協賛各社（当日の放送での協賛スポンサー読み上げ順）：
  - アイシーエス
  - 回進堂
  - 白金運輸
  - 陸中一宮・駒形神社
  - 第一商事
  - 創価学会
  - 岩手トヨペット
  - 岩手日報
  - アンビシャスシティー・志家
  - いわちく
  - メガネの水晶堂
  - 割烹小万梅
  - 割烹梅ふたつ
  - 千葉建設
  - 税理士法人奥州会計